# Aleuronudus manni
Aleuronudus manni es un hemíptero de la familia Aleyrodidae, con una subfamilia: Aleyrodinae.
Fue descrita científicamente por primera vez por Baker en 1923.